# Liceum Plastyczne im. T. Kantora w Dąbrowie Górniczej
Liceum Plastyczne im. Tadeusza Kantora w Dąbrowie Górniczej – państwowa średnia szkoła plastyczna w Dąbrowie Górniczej, powstała w 1978 roku. Należąca obok Ogólnokształcącej Szkoły Sztuk Pięknych im. Tadeusza Kantora do Zespołu Szkół Plastycznych im. Tadeusza Kantora w Dąbrowie Górniczej. Liceum Plastyczne im. Tadeusza Kantora kształci młodzież po szkole podstawowej, nauka trwa 5 lata i kończy się egzaminami dyplomowymi oraz maturalnym.

## Historia szkoły
Państwowego Liceum Sztuk Plastycznych zostało powołane zarządzeniem Ministra Kultury i Sztuki z dnia 20 czerwca 1978 roku. Mieściło się w budynku szkoły podstawowej. Po raz pierwszy uroczysta inauguracja roku szkolnego miała miejsce 5 września 1978 roku. Do klasy I przyjęto wtedy 40 uczniów a zajęcia odbywały się w czterech salach szkoły podstawowej. W 1983 roku przeprowadzono pierwsze obrony prac dyplomowych oraz pierwszy egzamin maturalny.
W 1994 roku gmina Dąbrowa Górnicza, jako organ prowadzący, przejął szkołę. 21 listopada 1998 roku w jubileuszowym roku XX-lecia szkoły nadano szkole imię Tadeusza Kantora. W 1999 roku Państwowe Liceum Sztuk Plastycznych im. Tadeusza Kantora zostało przekształcone w Ogólnokształcącą 6-letnią Szkołę Sztuk Pięknych im. Tadeusza Kantora.
W 2002 roku Gmina Dąbrowa Górnicza jako organ prowadzący powołała do życia kolejną szkołę plastyczną II stopnia – Liceum Plastyczne im. Tadeusza Kantora kształcącą młodzież po gimnazjum. Nauka w LP trwa 4 lata i podobnie jak w OSSP kończy się egzaminami dyplomowym oraz maturalnym. Jednocześnie Gmina utworzyła Zespół Szkół Plastycznych.

## Dyrektorzy
- 1978–1985 – Jerzy Krzyż
- 1985–1992 – Stanisław Holecki
- 1992–1995 – Grażyna Madrat
- 1995–2012 – Jarosław Wartak
- od 2012 – Iwona Gawrychowska

## Znani absolwenci
- Katarzyna Kozaczyk
- Marcin Paprocki